# Musieib Bagirow
Musieib Bagirowicz Bagirow (ur. 30 czerwca 1915 w Jelizawietpolu, zm. 17 maja 1981 w Baku) – radziecki żołnierz narodowości azerskiej, kapitan, Bohater Związku Radzieckiego (1944).

## Życiorys
Urodził się w rodzinie robotnika odzieżowego. W 1931 skończył szkołę średnią, a w 1933 technikum w Baku, po powrocie do rodzinnego miasta pracował w kombinacie odzieżowym. W 1941 został powołany do Armii Czerwonej, w 1942 skierowany na front wojny z Niemcami, jako dowódca plutonu w składzie 206. gwardyjskiego pułku strzelców 69. Gwardyjskiej Dywizji Strzeleckiej w składzie 4 Gwardyjskiej Armii Frontu Woroneskiego uczestniczył w bitwie o Dniepr i wyzwalaniu Lewobrzeżnej Ukrainy, m.in. w walce w rejonie Zinkowa 9 września 1943, gdy dowodzony przez niego pluton zniszczył 3 czołgi wroga i zlikwidował do 250 żołnierzy i oficerów wroga; sam Bağırov zniszczył granatami jedno z dział i zabił wielu żołnierzy, został kontuzjowany w tej walce. 22 lutego 1944 otrzymał tytuł Bohatera Związku Radzieckiego i Order Lenina. Brał udział w dalszych walkach, pod sam koniec wojny został ciężko ranny i odesłany do szpitala. W 1946 ukończył technikum handlowe, później pracował w przemyśle naftowym.